# Wilhelm Cloetta
Wilhelm Arnold Cloetta (* 16. November 1857 in Triest; † 24. September 1911 in Strassburg)  war ein Schweizer Romanist.

## Leben und Werk
Cloetta stammte wie sein Vetter, der Pharmakologe Max Cloetta, aus einem alten Geschlecht von Bergün (Graubünden). Cloetta studierte zunächst in Zürich, wo er auch das Gymnasium besucht hatte, dann u. a. in Paris bei Gaston Paris und Arsène Darmesteter. Er wurde in Göttingen bei Karl Vollmöller mit einer Arbeit über Abfassungszeit und Überlieferung des Poème moral (Erlangen 1884) promoviert. Von 1893 bis 1909 war er (als Nachfolger von Eduard Schwan) ordentlicher Professor für romanische Philologie in Jena, von 1909 bis 1911 (als Nachfolger von Gustav Gröber) Ordinarius in Strassburg.

## Weitere Werke
- Poème moral. Altfranzösisches Gedicht aus den ersten Jahren des XIII. Jahrhunderts, nach allen bekannten Handschriften zum ersten Male vollständig hrsg., Erlangen 1886.
- Beiträge zur Literaturgeschichte des Mittelalters und der Renaissance Bd. 1: Komödie und Tragödie im Mittelalter, Bd 2: Die Anfänge der Renaissancetragödie, Halle a.S. 1890/1892, Neudruck Leipzig 1976.
- Die Enfances Vivien. Ihre Überlieferung. Ihre zyklische Stellung, Berlin 1898, Nachdruck Nendeln 1967.
- Les deux rédactions en vers du Moniage Guillaume: chansons de geste du XIIe siècle, Paris 1906–1911.